# Claudia Niessen
Pour les articles homonymes, voir Niessen.
Claudia Niessen, née le 21 avril 1979, est une femme politique belge germanophone, membre d'Ecolo. Elle est la fille de l'ancien ministre de la Communauté germanophone Hans Niessen.

## Biographie
Elle est urbaniste de formation et milite depuis 1999 au sein de la locale Ecolo d’Eupen. 
Désignée échevine à la suite des élections communales de 2012 et ne pouvant cumuler cette fonction avec celle de sénatrice (selon les règles de non-cumul en vigueur chez Ecolo), Claudia Niessen quitte son mandat de sénatrice en décembre 2012 au profit de Benoit Hellings. Aux élections communales de 2018, elle est élue bourgmestre d'Eupen.

## Carrière politique
- 2006 - 2012 : conseillère communale à Eupen
- 2010 - 2012 : sénatrice élue directe. Siège du 6 juillet 2010 au 21 décembre 2012
- 2010 - 2012 : mandataire avec voix consultative au parlement de la Communauté germanophone de Belgique
- 2012 - 2018 : échevine à Eupen
- Depuis 2018 : bourgmestre d'Eupen